# کوه‌های مریخی چابهار
کوه‌های مینیاتوری چابهار یا کوه‌های مریخی چابهار نام کوه‌هایی زیبا با ساختار و شکل ویژه در فاصله ۴۰ تا ۵۰ کیلومتری بعد از شهر چابهار، در مسیر گواتِر در سمت چپ جاده است که به دلیل نوع و وضعیت فرسایش و گونهٔ رسوبی خاص، اشکالی شبیه به ناهمواری‌های سطح مریخ دارد. رسوبات آهکی بقایای بدن جانداران دریایی (سخت‌پوستان و ماهی‌ها) به همراه ماسه و خاک رس، مواد اصلی تشکیل‌دهندهٔ رسوبات این کوه‌ها است.

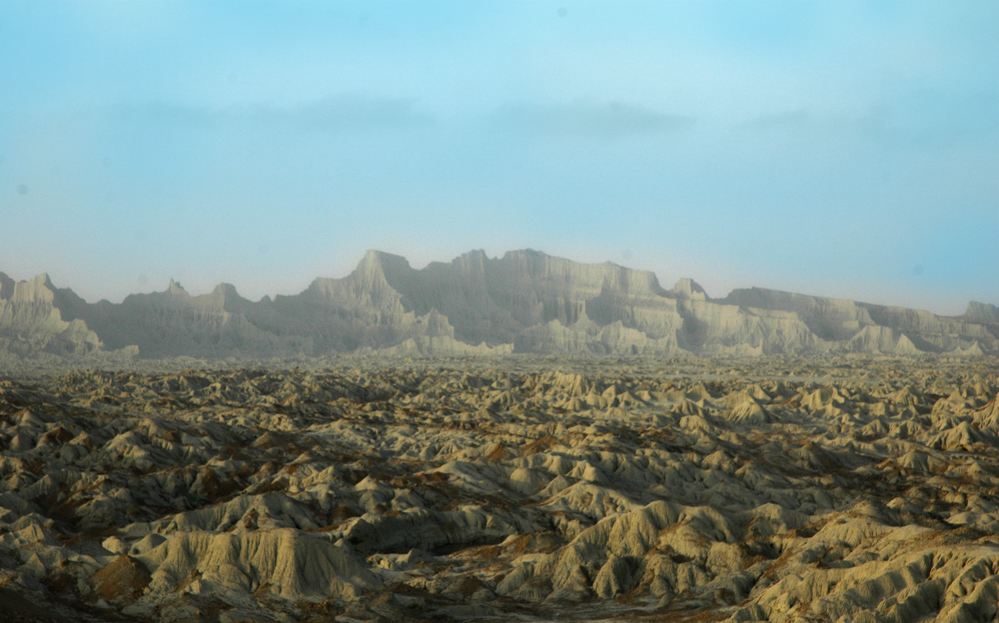
کوه‌های مریخی در چابهار

کوه‌های مریخی (آریا، کالانی) رشته کوهی هستند که تقریباً از ۳۵ کیلومتری خاور چابهار آغاز می‌شوند و ده‌ها کیلومتر به سمت شرق امتداد می‌یابند.
این کوه‌ها که شبیه به کوه‌های مریخی هستند و کمتر در جهان کوهی به این شکل وجود دارد بدبوم نامیده می‌شوند که عبارتند از زمینها و بلندی‌هایی که در برابر فرسایش بدین شکل درآمده‌اند. که به ان چابهار مریخی هم می گویند.